# Богобој Руцовић
Богобој Руцовић (Будва, 21. март 1869 — Београд, 1. април 1912), познат као Руца, је био драмски глумац, позоришни преводилац и редитељ.

## Биографија
Рођен је 21. марта 1869. у Будви, као седмо и једино мушко дете протојереја и председника Српско православне конзисторије Гаврила Руцовића и Маријете Ћеловић. Отац му је био пореклом од Његоша као син Његошеве сестре од стрица Горде по стрицу Саву Петровићу Његошу. Руцовић је основну школу и гимназију завршио у Котору. Од њега се очекивало да ће наставити породичну свештеничку традицију међутим је веома рано показао интересовање за глуму и позориште. После матуре је отишао у Беч да студира права, али је убрзо прекинуо студије и вратио се у Котор да одслужи војни рок. Дезертирао је у Црну Гору на Цетиње где је неколико месеци био наставник. Убрзо се пребацио у Србију, у Београду је 1890—91. студирао права. Глумачку каријеру је отпочео новембра 1892. у путујућем позоришту Николе Симића. Потом је извесно време провео у позоришту Синђелић 1893—1895. где се срео са Олгом Илић која је постала његова велика страст. У Нишу се 1893. године оженио Катарином Поповић.
Народном позоришту у Београду се придружио 15. октобра 1897, а 1902. године је постао стални члан. Глумио је Максима Црнојевића у истоименој драми Лазе Kостића, затим Хљестакова у Ревизору и у Дон Цезар од Базана. Велики успех је постигао улогом поручника Рајфа Рајфлингена у немачкој комедији „Рат у миру”. У ансамбл се придружио као стални члан 23. августа 1906, а 1. новембра исте године га је напустио. Поново су га прихватили 4. августа 1909. али као привременог члана и уговором „са особеним условима” што га је нарочито погодило. Своје позориште је организовао исте године и давао је представе у „Коларцу” који се налазио преко пута Народног позоришта. У појединим представама су му се придружили најпознатији глумци тог времена међу којима су Чича Илија Станојевић, Димитрије Гинић, Олга Илић и Десанка Ђорђевић. Глумио је у Синђелићу и 10. септембра 1910. је примљен за привременог члана Народног позоришта. Редовни члан је постао 25. јуна 1911. Исте године се заљубио у своју партнерку Мару Таборску која је због њега напустила супруга. Истицао се као преводилац позоришних комада са италијанског и немачког језика, у Народном позоришту у Београду су изведени његови преводи: Слуга двају господара, Тако ти је то у свету, дете моје!, Као лишће, Тоска, Мирандолина, Дете, Луцифер и Пир поруге. У другим позориштима, пре свега у његовим малим ансамблима, су извођени Руцовићеви преводи комада као што су: Франческа од Риминија, Госпођа од Шалана, Марија Антоанета, краљица француска, Последња маска, Он, она и он и Под наличником. Преводи су му били веома цењени, Српско народно позориште је од наведених извело три његова превода: Тако ти је то у свету, дете моје!, Тоска и Мирандолина. Преминуо је 1. априла 1912. у Београду.